# Yamanoue Sōji
Yamanoue Sōji (山上 宗二?; 1544 – 1590) è stato un monaco buddista giapponese; è stato un maestro del tè giapponese.

## Biografia
Fu uno degli allievi di Sen no Rikyū, e già molto giovane divenne maestro del tè di Takeda Shingen. Più tardi passò al servizio di Oda Nobunaga e, alla sua morte, del successore Toyotomi Hideyoshi. La sua turbolenta relazione con quest'ultimo gli procurò d'essere esiliato due volte: la prima nel 1584, a seguito della quale entrò al servizio di Maeda Toshiie; più tardi, nuovamente ammesso presso Hideyoshi nel 1586, fu di nuovo esiliato e si ritirò sul Monte Koya. Due anni più tardi, servì il clan Hōjō a Odawara, stavolta come aperto nemico di Hideyoshi. Quando fu catturato a seguito di un assedio, e portato al suo cospetto, Hideyoshi non gli accordò ulteriore clemenza e ne decretò la morte. Secondo una tradizione, gli furono mozzate le orecchie e il naso, prima di venire decapitato. Secondo un'altra fonte, si diede la morte per seppuku prima di venire ucciso.

## Opere
Egli è noto come l'autore di Yamanoue Sōji-ki, un'opera storica sull'arte della preparazione del tè secondo l'insegnamento del suo maestro Rikyū, e una raccolta di insegnamenti sulla pratica della cerimonia del tè dalle origini cinesi sino al momento a lui attuale. Quest'opera costituisce ancora oggi una delle principali fonti storiche sulla cerimonia.

## Yamanoue Sōji nelle arti
Yamanoue Sōji appare in diverse opere nelle quali si ricostruisce la biografia di Sen no Rikyū, tra le quali la più rilevante è probabilmente Honkakubo ibun (Il testamento di Honkakubo) di Yasushi Inoue, il cui pregevole adattamento cinematografico di Kei Kumai, Morte di un maestro del tè, ricevette il Leone d'Argento alla Mostra del Cinema di Venezia. Un'altra opera cinematografica di Kei Kumai, direttamente incentrata su Sōji, è Ogin-sama (1978), adattamento di una novella di Tōkō Kon. Ha altresì un ruolo importante nel film Rikyu de Hiroshi Teshigahara. In ogni modo, egli in tutte le rappresentazioni è dipinto come uno dei più eminenti maestri del tè, e dotato di una personalità ancora più asciutta e radicale del maestro. 
Ne Il testamento di Honkakubo si racconta che, dopo essere stato catturato da Hideyoshi, egli fosse stato costretto a servire il tè al daimyo. Perciò, apparecchiò e servì il tè in modo molto semplice ed eterodosso, suscitando l'ira del formalista Hideyoshi. Alla richiesta di spiegazioni, rispose che un modo così semplice, e dunque essenziale, di servire il tè, era quanto di più onorevole potesse attendersi un ospite da lui; il fatto che Hideyoshi, avido di averi e bramoso di potere, non lo capisse, lo qualificava come non appartenente ai grandi che avevano il privilegio di potervi assistere. Alla minaccia di Hideyoshi di avere le orecchie e il naso tagliati, Sōji rispose facendo di propria mano seppuku.